# Irgendwann werden wir uns alles erzählen
Irgendwann werden wir uns alles erzählen (internationaler Titel: Someday We’ll Tell Each Other Everything) ist ein deutscher Spielfilm von Emily Atef aus dem Jahr 2023. Das Drama basiert auf dem gleichnamigen Roman von Daniela Krien und erlebte im Februar 2023 im Rahmen der Internationalen Filmfestspiele Berlin seine Premiere.

## Handlung
Die DDR, im Jahr 1990: Nach dem Mauerfall wohnt die zarte Maria gemeinsam mit ihrem Freund Johannes auf dem Hof seiner Eltern, dem Brendel-Hof. Die 18-Jährige ist verträumt und liest viel lieber zu Hause Bücher, anstatt zur Schule zu gehen. Neben dem Brendel-Hof existiert der Henner-Hof. Der Besitzer Henner gilt als eigenbrötlerisch und lebt allein. Seine harsche Art sorgt für Argwohn unter den Dorfbewohnern, während ihn sein eigenwilliges Charisma attraktiv für Frauen macht. Als Maria eines Tages Henner zufällig begegnet, reicht eine Berührung aus, um eine unausweichliche, tragische Liebesbeziehung zu beginnen.

## Produktion
Der Film wurde von Juni bis September 2022 in Thüringen, z. B. in Mohlsdorf-Teichwolframsdorf, in Sachsen und in Nordrhein-Westfalen gedreht.

## Veröffentlichung
Die Premiere des Films fand am 17. Februar 2023 im Rahmen der Internationalen Filmfestspiele Berlin statt.

## Rezeption
Bei der internationalen Kritik stieß der Film auf gemischte bis negative Reaktionen. Die Webseite Rotten Tomatoes wertete 12 Rezensionen aus und zählte nur 42 Prozent tendenziell positive.
Im nd schreibt Frank Schirrmeister, das Leben auf dem Dorfe erwecke „durchgängig den Eindruck einer Geschichte aus der Vorkriegszeit oder noch früher“. Die Protagonisten würden sich durch die Handlung sächseln und „jedes Klischee des gutherzigen, etwas naiven Ostdeutschen“ bedienen. „Weder in der Rahmenhandlung noch in der Story von der leidenschaftlichen, aber ungleichen Liebe ist ... etwas zu entdecken, was mehr als sattsam bekannte Stereotype“ wiederkäue. „Maria wird am Ende zwar erwachsen geworden sein, aber dieser Reifeprozess bleibt lediglich Behauptung“, fühl- und sichtbar sei er nicht. Allerdings lobt der Berliner Tagesspiegel: „Von Anfang an ist klar: Hier stimmt alles. Hier stimmt gar nichts. Und schon in dieser ersten Szene beginnt man, Emily Atefs „Irgendwann werden wir uns alles erzählen“ für seinen abwesenden Erklärungsdrang zu mögen.“ Und artechock schreibt: „Und spätestens nach dieser ersten Stunde wird deutlich, dass der deutsche Film trotz aller Unkenrufe beileibe noch nicht verloren und kaputtgefördert ist, dass es auch hier tatsächlich Momente von wirklich großem Kino gibt.“
Und auch von Peter Bradshaw wurde der Film im  Guardian positiv besprochen.
Die Zeit listete den Film in einem Jahresrückblick als einen der schlechtesten des Kinojahres 2023. Besonders bemängelt wurden dabei die Sexszenen, die von der Rezensentin als „pornografisch“ und „lächerlich“ bezeichnet wurden. Andererseits schreibt der Fluxkompensator: „Die Vorstellung, dass auch weibliche Sexualität dunkle, aggressive und selbstzerstörerische Seiten haben kann, stößt auf einige Ablehnung, bis hin zum bizarren Vorwurf des Male gaze. Dabei sind gerade die Szenen der Zweisamkeit mit großer Feinfühligkeit inszeniert, wir sind ganz nahe an den Figuren, die wenigen Sätze sind genau platziert.“

## Auszeichnungen
Für Irgendwann werden wir uns alles erzählen erhielt Emily Atef ihre zweite Einladung in den Wettbewerb um den Goldenen Bären, den Hauptpreis der Berlinale.